# Clorsulon
Clorsulon (INN) is een diergeneesmiddel. Het is een anthelminthicum, dat wordt ingezet tegen de volwassen vormen van parasitaire platwormen in vee, in het bijzonder tegen de leverbot Fasciola hepatica en tegen Fasciola gigantica.
Clorsulon behoort tot de benzeensulfonamidegroep. Het werd in de jaren 1970 ontwikkeld bij het Amerikaans bedrijf Merck & Co.
Clorsulon kan oraal toegediend worden of met subcutane injecties. Het wordt doorgaans gebruikt in combinatiemiddelen met ivermectine.